# Bob Sinclar
Bob Sinclar je popularni francuski DJ, pravim imenom Christophe Le Friant. Najveći hitovi su mu "Love Generation" i "World, Hold On (Children of the Sky)".

## Biografija
Bob Sinclar je počeo raditi kao DJ 1986. godine. Omiljena glazba mu je bila funk i hip-hop, a prvo umjetničko ime Chris The French Kiss. Prvi klupski hit imao je s pjesmom "Gym Tonic", koju je koproducirao Thomas Bangalter iz grupe Daft Punk, sa sampliranim glasom Jane Fonda iz njenog aerobik videa. Ime "Bob Sinclar" je uzeo kasnije, prema liku iz filma "Le Magnifique" Philippea de Broce.
Sinclar je najistaknutiji predstavnik "French touch" stila house glazbe, kojeg obilježava česta upotreba samplirane disko glazbe i čiji je drugi istaknuti predstavnik DJ David Guetta. Pjesma "I Feel For You", posvećena francuskom glazbeniku Cerroneu, s albuma "Champs Elysées", bila je na broju 9 britanske top ljestvice. Na pjesmi "Darlin'" Sinclar je surađivao s pjevačem Jamesom "D-Train" Williamsom.
Bob Sinclar je koristio i druge pseudonime: The Mighty Bop i Reminiscence Quartet za svoje hip-hop i acid jazz projekte, te kao dio Africanism All Stars projekta, gdje je surađivao s drugim glazbenicima u mješavini housea i latino, jazz, afričke i plemenske glazbe.
Godine 2005. imao je prvi veliki svjetski hit "Love Generation" (poznata i kao "Whistle song" ili "pjesma sa zviždanjem"), koja je bila pri vrhu brojnih glazbenih ljestvica te jedna od himni Svjetskog nogometnog prvenstva 2006. Slijedio je još jedan hit, "World, Hold On (Children of the Sky)", s pjevačem Steveom Edwardsom. Remiks te pjesme, koji je napravio E-Smoove, nominiran je za nagradu Grammy u kategoriji "Remiksirana snimka" i bio je izabran za broj jedan Billboardove "Hot Dance Club Play" ljestvice za 2006. ispred Madonne i Christine Aguilere. "Rock This Party (Everybody Dance Now)", obrada starog hita grupe C+C Music Factory, bio je treći singl s albuma "Western Dream".
Posljednji album, "Soundz of Freedom", izašao je 21. svibnja 2007. Zanimljivo je da je pjesma "Rock This Party" ponovo dio albuma, ovoga puta kao remiks, a Sinclar je s njom bio ponovo na broju jedan Billboardove "Hot Dance Club Play" ljestvice.

## Diskografija

### Singlovi
(brojke označavaju najvišu poziciju na određenoj ljestvici singlova)
kao The Mighty Bop
- 1994. "Les Jazz Electroniques EP"
- 1995. "Messe Pour Les Temps"
- 1996. "Ult Violett Sounds EP"
- 1998. "Feelin' Good"
- 2002. "I Go Crazy"
- 2003. "Lady", s Duncanom Royem

kao dio Africanism All Stars
- 2000. "Bisou Sucré"
- 2000. "Do It", s Eddiejem Amadorom
- 2001. "Kazet"
- 2002. "Viel Ou La"
- 2004. "Amour Kéfé"
- 2004. "Kalimbo"
- 2004. "Steel Storm", s Ladysmith Black Mambazo
- 2005. "Summer Moon", s Davidom Guettom
- 2006. "Hard", s The Hard Boysima
- 2007. "Meu Carnaval", s Rolandom Fariom

kao Bob Sinclar
(koprodukciju za većinu pjesama je radio Cutee B)
- 1996. "A Space Funk Project"
- 1996. "A Space Funk Project II"
- 1997. "Eu Só Quero um Xodó"
- 1998. "Gym Tonic", s Thomasom Bangalterom
- 1998. "My Only Love", s Lee Genesis
- 1998. "Super Funky Brake's Vol. I"
- 1998. "The Ghetto"
- 1998. "Ultimate Funk
- 2000. "I Feel For You", s Cerrone's Angelsima ITA #33
- 2000. "Darlin'", s D. Trainom
- 2000. "Greetings From Champs Elysées EP"
- 2001. "Freedom", s Geneom Van Burenom
- 2001. "Ich Rocke"
- 2001. "Save Our Soul"
- 2002. "The Beat Goes On", s Lindom Lee Hopkins
- 2003. "Kiss My Eyes", s Camilleom Lefortom #22 US Hot Dance Music/Club Play.
- 2003. "Prego", s Eddiejem Amadorom
- 2003. "Slave Nation"
- 2004. "Sexy Dancer", s Cerrone's Angelsima
- 2004. "Wonderful World", s Ronom Carrollom
- 2004. "You Could Be My Lover", s Lindom Lee Hopkins
- 2005. "Love Generation", s Garyjem Pineom — #2 EURO 200, #2 NIZ, #3 FRA, #3 ITA, #1 AUS, #1 NJE, #12 VBR, #8 RUS, #1 CZ,#1 US Hot Dance Club Play Singles, #11 US Hot Dance Airplay.
- 2006 "Generación Del Amor" (španjolska verzija) — #1 ŠPA
- 2006. "World, Hold On (Children of the Sky)", sa Steveom Edwardsom — #5 NIZ, #2 FRA, #8 CZ, #1 ŠPA, #19 AUS, #9 VBR, #4 RUS, #1 US Hot Dance Club Play Singles, #10 US Hot Dance Airplay.  #48 US Pop Airplay
- 2006. "Rock This Party (Everybody Dance Now)", s Dollarmanom i Big Alijem — #3 FRA, #11 CZ, #3 VBR, #7 AUS, #2 US Hot Dance Club Play.
- 2007. "Tennessee", s Farellom Lennonom - #21 ITA,#27 CZ
- 2007. "Everybody Movin'", s Ronom Carrollom — #3 NJE, #1 ŠPA
- 2007. "Give A Lil' Love" — #10 ITA, #19 POLJ, #27 ŠPA
- 2007. "Sound of Freedom", s Garyjem Pineom i Dollarmanom — #14 VBR, #1 UK Indie, #24 CZ
- 2007. "Together", sa Steveom Edwardsom
- 2008. "W.W.W. (What A Wonderful World)", s Axwellom, Chicago Superstarsima i Ronom Carrollom

produkcija za druge glazbenike
- 2007. Bob Sinclar presents Fireball - "What I Want"

### Hit singlovi
| Godina | Pjesma                                  | Pozicija na ljestvici | Pozicija na ljestvici | Pozicija na ljestvici | Pozicija na ljestvici | Pozicija na ljestvici | Pozicija na ljestvici | Pozicija na ljestvici | Pozicija na ljestvici |
| Godina | Pjesma                                  | Velika Britanija      | Španjolska            | Francuska             | Italija               | Australija            | Njemačka              | Europa                |                       |
| ------ | --------------------------------------- | --------------------- | --------------------- | --------------------- | --------------------- | --------------------- | --------------------- | --------------------- | --------------------- |
| 2005.  | "I Feel For You"                        | 9                     | -                     | -                     | 33                    | -                     | -                     | -                     |                       |
| 2003.  | "The Beat Goes On"                      | 33                    | -                     | -                     | -                     | -                     | -                     | -                     |                       |
| 2005.  | "Love Generation"                       | 12                    | 1                     | 3                     | 1                     | 1                     | 1                     | 2                     |                       |
| 2006.  | "World, Hold On (Children of the Sky)"  | 9                     | 1                     | 1                     | 4                     | 19                    | 19                    | 4                     |                       |
| 2006.  | "Hard"                                  | 49                    | 27                    | 33                    | -                     | -                     | 28                    | -                     |                       |
| 2006.  | "Rock This Party (Everybody Dance Now)" | 3                     | 1                     | 3                     | 11                    | 6                     | 18                    | 3                     |                       |
| 2007.  | "Tennessee"                             | -                     | -                     | -                     | 21                    | -                     | -                     | 104                   |                       |
| 2007.  | "Everybody"                             | -                     | 1                     | -                     | -                     | -                     | 3                     | -                     |                       |
| 2007.  | "Give A Lil' Love"                      | -                     | 2                     | -                     | 10                    | -                     | -                     | 86                    |                       |
| 2007.  | "Sound of Freedom"                      | 14                    | 3                     | 4                     | 7                     | 22                    | -                     | 20                    |                       |
| 2007.  | "What I Want"                           | -                     | 14*                   | -                     | -                     | -                     | -                     | -                     |                       |
| 2007.  | "Meu Carnaval"                          | -                     | 69*                   | -                     | -                     | -                     | -                     | -                     |                       |
| 2007.  | "Together"                              | -                     | TBA                   | -                     | -                     | -                     | -                     | -                     |                       |
| 2008.  | "W.W.W. (What A Wonderfull World)"      | -                     | 2*                    | -                     | -                     | -                     | -                     |                       |                       |

### Albumi
kao Bob Sinclar
- 1998. Paradise
- 2000. Champs Elysées
- 2003. III
- 2004. Enjoy
- 2005. In The House (kompilacijski mix CD)
- 2006. Western Dream
- 2007. Soundz of Freedom
- 2007. Bob Sinclar: Live At The Playboy Mansion
- 2008. DJ Bob Sinclar 2008

kao The Mighty Bop (koprodukcija Alain Ho)
- 1995. La Vague Sensorielle
- 1995. The Mighty Bop Meets DJ Cam & La Funk Mob, s DJ Cam-om i La Funk Mobom
- 1996. Autres Voix, Autres Blues
- 1996. Autres Voix, Autres Blues
- 2000. Spin My Hits
- 2002. The Mighty Bop

kao Reminiscence Quartet (koprodukcija Alain Ho i Sebastian Tellier)
- 1994. Ritmo Brasileiro
- 1995. Psycodelico
- 1999. More Psycodelico

kao Yellow Productions (koprodukcija Alain Ho i Cutee B.)
- 1994. A Finest Fusion Of Black Tempo

kao dio Africanism All Stars
- 2001. Africanism Allstars Vol. I, as Africanism
- 2004. Africanism Allstars Vol. II, as Africanism
- 2005. Africanism Allstars Vol. III, as Africanism
- 2006. Africanism Allstars Vol. IV, as Africanism

## Vanjske poveznice
- Službena stranica
- Bob Sinclar na klubskascena.com  Arhivirana inačica izvorne stranice od 8. listopada 2007. (Wayback Machine)